# Jules Schelvis
Jules Schelvis (ur. 7 stycznia 1921 w Amsterdamie, zm. 3 kwietnia 2016 w Amstelveen) – holenderski świadek Holocaustu pochodzenia żydowskiego.

## Życiorys
Jules Schelvis został aresztowany przez Niemców w maju 1943 w Amsterdamie i deportowany z rodziną poprzez obóz przejściowy Westerbork do Sobiboru. Z całego transportu liczącego 3000 ludzi wyselekcjonowano tylko 81 mężczyzn i skierowano ich do pracy. Reszta została zamordowana w komorze gazowej. Jules Schelvis trafił następnie do obozu w Dorohuczy, a później do KL Auschwitz. Ostatecznie w marcu 1945 został wyzwolony z jednego z podobozów Natzweiler-Struthof.
Swoje przeżycia z Sobiboru, innych obozów koncentracyjnych uzupełnione o zeznania świadków z procesu oprawców z Sobiboru zawarł w swojej wydanej w 1993 w Holandii książce „Vernietigingskamp Sobibor” (Obóz zagłady Sobibór). Jest ona uznawana za jeden z najważniejszych dokumentów i podstawowe źródło wiedzy o tym obozie. W 70. rocznicę powstania w obozie w Sobiborze został odznaczony przez Bronisława Komorowskiego Krzyżem Oficerskim Orderu Zasługi Rzeczypospolitej.

## Literatura
- Jules Schelvis, Vernichtungslager Sobibór. Münster, Unrast Verlag 2003. ISBN 3-89771-814-6 (Originalausgabe: Berlin, Metropol 1998. ISBN 3-926893-33-8.)
- Jules Schelvis, Eine Reise durch die Finsternis. Ein Bericht über zwei Jahre in deutschen Vernichtungs- und Konzentrationslagern. Münster, Unrast Verlag 2005. ISBN 3-89771-815-4